# Code Lupin
Code Lupin est un roman policier de Michel Bussi, paru en 2006. Le roman met en scène un véritable trésor dissimulé derrière les romans de la série Arsène Lupin de Maurice Leblanc,.

## Résumé
Le professeur Roland Bergton est convaincu que les aventures d'Arsène Lupin, publiées par Maurice Leblanc, recèlent un code qui permet d'accéder à un véritable trésor.  
Avec l'aide de Paloma, une jeune, brillante et séduisante étudiante en histoire, il ne dispose que d'une journée pour percer l'énigme avec pour seuls indices une pièce d'or trouvée sous les falaises et un texte inachevé de Maurice Leblanc. 